# Ceuthospora foliicola
Ceuthospora foliicola är en svampart som först beskrevs av Marie Anne Libert, och fick sitt nu gällande namn av Jaap 1912. Ceuthospora foliicola ingår i släktet Ceuthospora och familjen Phacidiaceae.   Inga underarter finns listade i Catalogue of Life.